# Red Card (Streetwalkers)
Red Card è il terzo album in studio del gruppo musicale Streetwalkers, composto da brani scritti da Roger Chapman, Charlie Whitney e Bobby Tench, leader del gruppo britannico.

## Tracce
Lato A
Testi e musiche di Roger Chapman, Charlie Whitney e Bobby Tench, tranne dove indicato.
1. Run for cover – 4:04
2. Me and my Horse – 3:46
3. Crazy Charade – 2:24
4. Daddy Rolling Stone – 6:32

Lato B
1. Roll Up Roll Up – 5:08
2. Between Us – 4:07
3. Decadence Code – 2:26

## Formazione
- Roger Chapman, voce
- Charlie Whitney, chitarra
- Bob Tench, chitarra, tastiera
- Brian Johnston, tastiera
- Jonathan Plotel, basso
- Nicko McBrain, batteria